# WR 30a
WR 30a är en dubbelstjärna i norra delen av stjärnbilden Kölen i närheten av Carinanebulosan. och har även variabelbeteckningen V574 Carinae. Den har en skenbar magnitud av ca 12,73 och kräver ett kraftfullt teleskop för att kunna observeras. Baserat på parallax enligt Gaia Data Release 3' på ca 0,12 mas, beräknas den befinna sig på ett avstånd av ca 6 700 parsek från solen. Den rör sig närmare solen med en heliocentrisk radialhastighet på ca -306 km/s.

## Egenskaper
Primärstjärnan i WR 30a är en blå superjättestjärna av spektralklass WO4 och klassificeras som en Wolf-Rayet-stjärna. Den har en massa som är ca 7,5 - 9,7 solmassor, en radie som är ca 0,88 solradier (baserat på tillämpning av Stefan–Boltzmann-lagen med en nominell effektiv soltemperatur på 5 772: {\displaystyle {\sqrt {(5772/129500)^{4}*195,000}}=0.88\ R\odot }) och har ca 195 000 gånger solens utstrålning av energi från dess fotosfär vid en effektiv temperatur av ca 129 500 K.
WR 30a är en snäv spektroskopisk dubbelstjärna där följeslagaren är en O5-stjärna. De kretsar kring varandra med en omloppsperiod av 4,916 dygn. Även om spektrallinjer från båda stjärnorna kan separeras och variationer i omloppsbanans radiella hastigheter mätas, är omloppsbanan fortfarande dåligt känd. Primärstjärnan har kraftigt breddade emissionslinjer som är svåra att mäta exakt, och följeslagaren har en relativt låg omloppshastighet på grund av dess höga massa. Mätningar av olika spektrallinjer och olika delar av linjeprofiler leder till olika resultat. Vissa komponenter i spektrumet produceras av stjärnvindar som inte rör sig i omloppshastighet med stjärnorna.
Stjärnorna förmörkar inte varandra, men de deformeras av gravitationen och visar små ljusstyrkevariationer under omloppsbanan. Dessa variationer är regelbundna och konsekventa över långa perioder, så omloppsperioden är känd exakt. Banans lutning kan uppskattas utifrån massfunktionen och de kolliderande vindarna. Excentriciteten är liten och den mest exakta modellen av spektrallinjeprofilvariationer under omloppsbanan ger en excentricitet på 0,2. Banans halva storaxel är 35,4 solradier, med WO-stjärnan som rör sig i en ellips med halv storaxel 30 solradier och den mer massiva O-följeslagaren i en ellips med halv storaxel 5,4 solradier. Stjärnornas separation varierar från 28 till 42 solradier.
Även om den heta följeslagaren producerar vad som vanligtvis skulle anses vara en snabb stjärnvind, överträffas den helt av vinden från primärstjärnan. Stötfronten där vindarna kolliderar är ungefär en kon runt O-stjärnan med en halv vinkel på 50°. Spetsen på stötkonen beräknas ligga 25 solradier från WO-stjärnorna och 10 solradier från O-stjärnan. 10 solradier är jämförbar med radien för en typisk icke-superjätte O5-stjärna så dess egen vind tvingas tillbaka mot stjärnans yta.

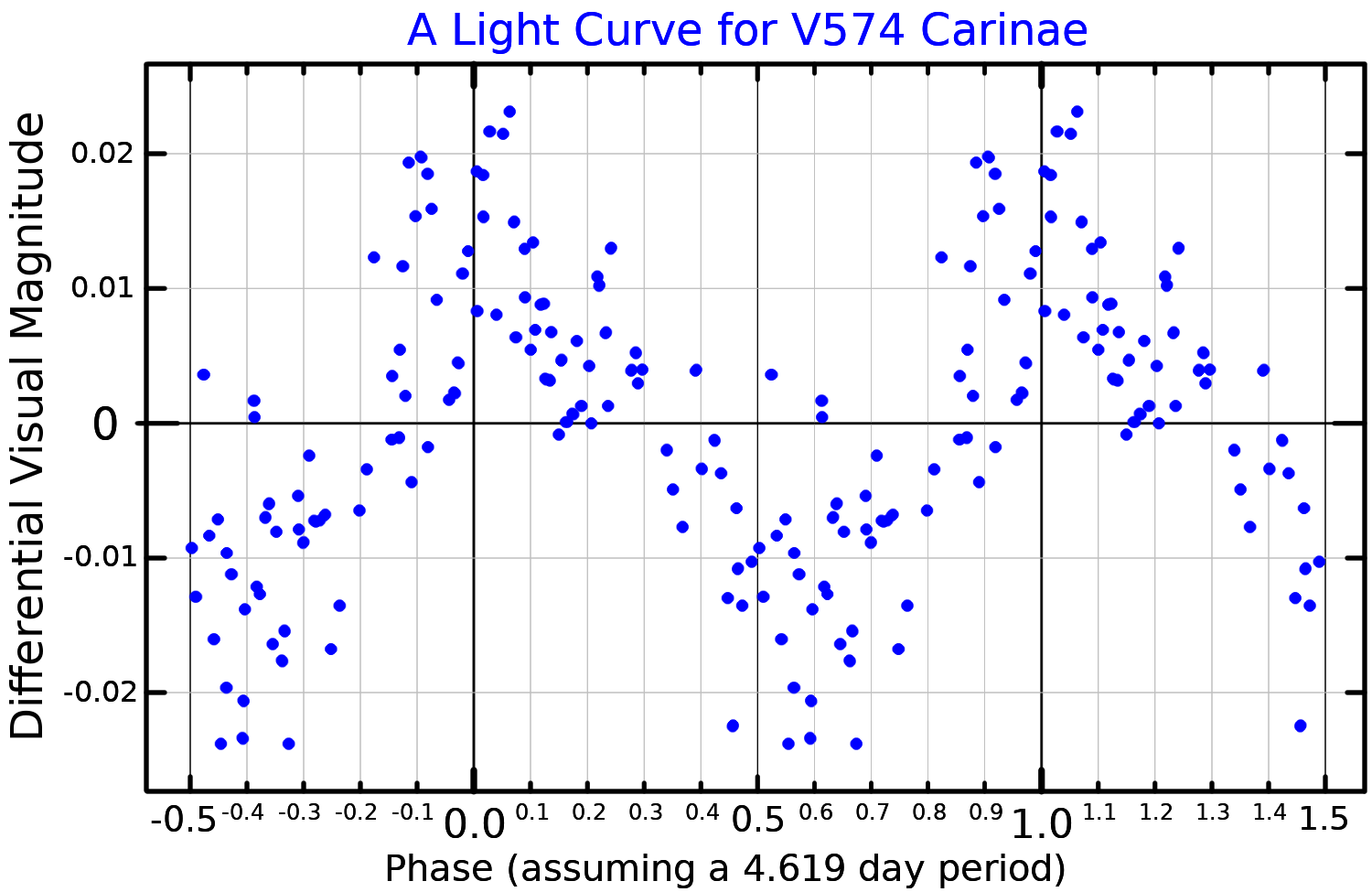
Ljuskurva för V574, plottad från Gosset et al. (2001)

WR 30a visar regelbundna och kontinuerliga ljusstyrkevariationer på 0,02 magnitud med en stabil period på 4,6 dygn. Dessa tillskrivs omloppsrörelsen och de deformerade formerna hos de två stjärnorna. Dessutom visar systemet en och annan mycket snabb ljusuppgång på upp till 0,2 magnituder. Dessa ljusstyrkeförändringar har bara setts vid visuella våglängder och varar bara i några timmar. Vid blå våglängder ses variationerna antingen inte, eller ibland en liten motsatt ljusstyrkeförändring. De är inte förutsägbara men det finns en möjlig period runt tre dygn. Orsaken till dessa ljusstyrkeförändringar är helt okänd.
WR 30a har en mycket stark röntgenstrålning. Detta förväntas för en binär kolliderande vind, men källan till röntgenstrålningen har inte slutgiltigt fastställts. De kan ha ett termiskt eller icke-termiskt ursprung.